# Cryosophila guagara
Cryosophila guagara är en enhjärtbladig växtart som beskrevs av Paul Hamilton Allen. Cryosophila guagara ingår i släktet Cryosophila och familjen Arecaceae. IUCN kategoriserar arten globalt som nära hotad. Inga underarter finns listade i Catalogue of Life.